# 龙虎少年队2
是一部2014年菲爾·洛德與克里斯多福·米勒执导的美国警匪喜剧动作片，为2012年作品《龍虎少年隊》的续集。喬納·希爾、查尼·泰坦监制并主演，Michael Bacall和 Oren Uziel编剧。美国于2014年6月13日公映。

## 剧情
本片為全美破億喜劇《龍虎少年隊》續集，查寧泰圖、喬納希爾等人再度回歸。史密特（喬納希爾 飾）與健科（查寧泰圖 飾）兩位警官終於棄盡前嫌，一起進入大學追查新的毒品「歪網」。但健科因為加入美式足球隊、遇上了知己好友而把史密特冷落一旁，同事史密特也遇上了心愛的人無心執行任務，在這充滿誘惑的大學裡，他們的友情備受考驗，能否順利完成任務更是問題…。

## 角色
- 喬納·希爾 - Morton Schmidt[4]
- 查尼·泰坦 - Greg Jenko
- 彼得·斯特曼[5][6] - Ghost
- 艾斯·库伯 - Capt. Dickson
- Amber Stevens[7] - Maya Dickson
- 懷亞特·羅素 - Zook
- Jillian Bell[8] - Mercedes
- Nick Offerman - Deputy Chief Hardy
- Dave Franco - Eric Molson
- 羅伯·里戈爾 - Mr. Walters
- Marc Evan Jackson（英语：Marc_Evan_Jackson） - Dr. Murphy[9]
- The Lucas Brothers（英语：Lucas_Bros._Moving_Co.） - Kenny and Keith Yang

## 制作
2013年9月28日在新奥尔良取景开拍，同年12月15日杀青，主要拍摄地位于杜兰大学。

## 评价
影片收获广泛好评，IMDB均分7.0分，烂番茄新鲜度84%，Metacritic上44家媒体综评71分，普遍认为内容比前作更有趣。
《好莱坞报道》：“电影充满了笑点，而且很有自知之明地让笑点恰到好处，影片的动作戏部分也让人得到满足。”《旧金山纪事报》：“这是一部符合当今特征的喜剧：粗俗下等但是自然流畅，而且很好玩。”《波士顿环球报》：“好看得一塌糊涂！影片对好莱坞续集大片进行了漫画式解构，它只求娱乐，丝毫没有故作严肃，这正是我们在进入暑期档高潮之际所需要的。”

## 票房
美国首周末收获5707万美元居冠。次周末收2000万居亚军。第三周末收1540万蝉联亚军。第四周末收940万列第四，累计1.58亿。
| 上一届： 《星运里的错》 | 2014年美國週末票房冠軍 第24周 | 下一届： 《像男人一样思考2》 |